# Rómeó, Júlia és a sötétség (csehszlovák film)
Rómeó, Júlia és a sötétség (csehül: Romeo, Julie a tma) egy 1960-ban bemutatott cseh filmdráma, Jiří Weiss rendezésében, Jan Otčenášek 1958-ban megjelent azonos című regényéből. Az író a forgatókönyv megírásában is közreműködött. A film fő témája egy zsidó lánynak a sorsa, akit a Gestapo elől a még diák szeretője rejtett el. A tragikus történet alapötletéül William Shakespeare Rómeó és Júlia című drámája szolgált.

## Fogadtatás
- Az 1960-as San Sebastián-i Nemzetközi Filmfesztiválon elnyerte az Arany Kagylót.
- Elnyerte az 1960-as Taorminai Filmfesztivál fődíját.